# Групова збагачувальна фабрика «Пролетарська»
Групова збагачувальна фабрика «Пролетарська» — збудована у 1957 році за проектом «Південдіпрошахту» для збагачення коксівного вугілля з проектною потужністю 1200 тис. тонн на рік. Проектна технологічна схема передбачала збагачення вугілля у відсаджувальних машинах трьома машинними класами (25-100, 8-25 та 0-8 мм). Для збагачення шламу та, частково, класу 0-0,5 мм після відцентрового знепилювання класу 0-8 мм застосовувалася флотація. В процесі експлуатації фабрики, зважаючи на ускладнення класифікації надмірно зволоженого вугілля було скасовано знепилювання, реконструйовано технологію приготування машинних класів і впроваджено відсадку некласифікованого вугілля з використанням основних і контрольних відсаджувальних машин у модернізованому виконанні. Неодноразово провадилися експерименти з удосконаленням схеми та режимів обробки шламів з застосуванням гідроциклонів, магнітно-гідродинамічних сепараторів, магнітної обробки води та інше. У 1967 році в результаті реконструкції фабрики її виробнича потужність була підвищена до 2650 тис. тонн на рік з урахуванням суттєвого збільшення надходження привізного вугілля.
Місце знаходження: м. Макіївка, Донецька обл., залізнична станція Макіївка;